# Furman
Furman és una població dels Estats Units a l'estat de Carolina del Sud. Segons el cens del 2000 tenia 286 habitants.

## Demografia
Segons el cens del 2000, Furman tenia 286 habitants, 108 habitatges i 80 famílies. La densitat de població era de 35,4 habitants/km².
Dels 108 habitatges en un 38% hi vivien nens de menys de 18 anys, en un 50% hi vivien parelles casades, en un 18,5% dones solteres, i en un 25,9% no eren unitats familiars. En el 23,1% dels habitatges hi vivien persones soles el 6,5% de les quals corresponia a persones de 65 anys o més que vivien soles. El nombre mitjà de persones vivint en cada habitatge era de 2,65 i el nombre mitjà de persones que vivien en cada família era de 3,11.
Per edats la població es repartia de la següent manera: un 29,7% tenia menys de 18 anys, un 9,1% entre 18 i 24, un 25,2% entre 25 i 44, un 21,3% de 45 a 60 i un 14,7% 65 anys o més.
L'edat mediana era de 35 anys. Per cada 100 dones de 18 o més anys hi havia 91,4 homes.
La renda mediana per habitatge era de 23.125 $ i la renda mediana per família de 27.750 $. Els homes tenien una renda mediana de 25.795 $ mentre que les dones 17.292 $. La renda per capita de la població era de 12.227 $. Entorn del 19% de les famílies i el 30,7% de la població estaven per davall del llindar de pobresa.

## Poblacions més properes
El següent diagrama mostra les poblacions més properes.